# Copa del Pacífico 2012
La Copa del Pacífico del 2012 fue la X edición de la Copa del Pacífico. Esta versión del torneo se jugó en partidos de ida y vuelta, uno en territorio chileno y el otro en territorio peruano, entre marzo y abril. Después de 6 años sin disputarse este tradicional torneo del Pacífico, al realizar la presente edición, se consideró la opción de que se comenzara a jugar de forma anual, aunque la medida no tuvo éxito. Esta copa también tuvo la particularidad de que una de las condiciones era que las selecciones solo podían ser formadas por jugadores de las propias ligas de ambos países.

## Sedes
El primer partido se jugó en Arica (Chile), mientras que el segundo se jugó en Tacna (Perú).
| Arica                   | Tacna                 |
| ----------------------- | --------------------- |
| Estadio Carlos Dittborn | Estadio Jorge Basadre |
| Capacidad: 14.373       | Capacidad: 19.850     |
|                         |                       |

## Partidos

### Partido de ida
| 21 de marzo de 2012, 22:00 | Chile                             | 3:1 (2:1) | Perú          | Estadio Carlos Dittborn, Arica                                        |                                                                       |
|                            | Paredes 6' · Andía 43' · Mena 87' | Reporte   | Galliquio 22' | Asistencia: 14 000 espectadores Árbitro(s): Julio Quintana (Paraguay) | Asistencia: 14 000 espectadores Árbitro(s): Julio Quintana (Paraguay) |

| 23         | POR        | Cristopher Toselli |     |
| 3          | DEF        | Enzo Andia         | 62' |
| 6          | DEF        | Luis Casanova      |     |
| 4          | DEF        | Lucas Domínguez    | 89' |
| 16         | MED        | Charles Aránguiz   | 82' |
| 21         | MED        | Marcelo Díaz       |     |
| 2          | MED        | Braulio Leal       |     |
| 15         | MED        | Eugenio Mena       |     |
| 20         | MED        | Rodrigo Millar     | 65' |
| 22         | DEL        | Esteban Paredes    | 60' |
| 19         | DEL        | Junior Fernandes   | 57' |
| Entrenador | Entrenador | Claudio Borghi     |     |

| 12         | POR        | Salomón Libman   |     |
| 15         | DEF        | Christian Ramos  | 82' |
| 2          | DEF        | John Galliquio   |     |
| 4          | DEF        | Walter Vílchez   |     |
| 22         | MED        | Antonio Gonzales |     |
| 18         | MED        | Álvaro Ampuero   | 64' |
| 13         | MED        | Aldo Corzo       | 46' |
| 8          | MED        | Michael Guevara  | 64' |
| 19         | MED        | Yoshimar Yotún   |     |
| 7          | DEL        | Hernán Rengifo   | 76' |
| 11         | DEL        | Irven Ávila      | 46' |
| Entrenador | Entrenador | Sergio Markarián |     |

| 18 | DEL | Edson Puch       | 57' |
| 11 | DEL | Felipe Flores    | 60' |
| 14 | DEF | Sebastián Toro   | 62' |
| 8  | MED | Felipe Gutiérrez | 65' |
| 7  | DEL | Bryan Carrasco   | 82' |
| 5  | DEF | Marko Biskupovic | 89' |

| 16 | DEF | Luis Advíncula        | 46' |
| 20 | DEL | José Carlos Fernández | 46' |
| 24 | MED | Carlos Fernández      | 64' |
| 23 | MED | Ronald Quinteros      | 64' |
| 26 | MED | Paolo Hurtado         | 76' |
| 5  | DEF | Néstor Duarte         | 82' |

| Anotado | 6'  | Esteban Paredes | 1–0 |
| Anotado | 43' | Enzo Andía      | 2–1 |
| Anotado | 87' | Eugenio Mena    | 3–1 |

| Anotado | 22' | John Galliquio | 1–1 |

| Amonestado | 4'    | Enzo Andía     |  |
| Amonestado | 17'   | Braulio Leal   |  |
| Amonestado | 72'   | Felipe Flores  |  |
| Amonestado | 81'   | Sebastián Toro |  |
| Amonestado | 90+3' | Luis Casanova  |  |

| Amonestado | 18' | Walter Vílchez   |  |
| Amonestado | 24' | Irven Ávila      |  |
| Amonestado | 48' | John Galliquio   |  |
| Amonestado | 77' | Christian Ramos  |  |
| Amonestado | 81' | Antonio Gonzáles |  |

| \| Jugador del Partido \| Marcelo Díaz \| |                      |
| Árbitro                                   | Julio César Quintana |
| Árbitros asistentes                       | Carlos Cáceres       |
| Árbitros asistentes                       | Hugo Martínez        |
| Cuarto Árbitro                            | Jorge Osorio         |
| Jugador del Partido                       | Marcelo Díaz         |

| Jugador del Partido | Marcelo Díaz |

| 23         | POR        | Cristopher Toselli |     |
| 3          | DEF        | Enzo Andia         | 62' |
| 6          | DEF        | Luis Casanova      |     |
| 4          | DEF        | Lucas Domínguez    | 89' |
| 16         | MED        | Charles Aránguiz   | 82' |
| 21         | MED        | Marcelo Díaz       |     |
| 2          | MED        | Braulio Leal       |     |
| 15         | MED        | Eugenio Mena       |     |
| 20         | MED        | Rodrigo Millar     | 65' |
| 22         | DEL        | Esteban Paredes    | 60' |
| 19         | DEL        | Junior Fernandes   | 57' |
| Entrenador | Entrenador | Claudio Borghi     |     |

| 12         | POR        | Salomón Libman   |     |
| 15         | DEF        | Christian Ramos  | 82' |
| 2          | DEF        | John Galliquio   |     |
| 4          | DEF        | Walter Vílchez   |     |
| 22         | MED        | Antonio Gonzales |     |
| 18         | MED        | Álvaro Ampuero   | 64' |
| 13         | MED        | Aldo Corzo       | 46' |
| 8          | MED        | Michael Guevara  | 64' |
| 19         | MED        | Yoshimar Yotún   |     |
| 7          | DEL        | Hernán Rengifo   | 76' |
| 11         | DEL        | Irven Ávila      | 46' |
| Entrenador | Entrenador | Sergio Markarián |     |

| 18 | DEL | Edson Puch       | 57' |
| 11 | DEL | Felipe Flores    | 60' |
| 14 | DEF | Sebastián Toro   | 62' |
| 8  | MED | Felipe Gutiérrez | 65' |
| 7  | DEL | Bryan Carrasco   | 82' |
| 5  | DEF | Marko Biskupovic | 89' |

| 16 | DEF | Luis Advíncula        | 46' |
| 20 | DEL | José Carlos Fernández | 46' |
| 24 | MED | Carlos Fernández      | 64' |
| 23 | MED | Ronald Quinteros      | 64' |
| 26 | MED | Paolo Hurtado         | 76' |
| 5  | DEF | Néstor Duarte         | 82' |

| Anotado | 6'  | Esteban Paredes | 1–0 |
| Anotado | 43' | Enzo Andía      | 2–1 |
| Anotado | 87' | Eugenio Mena    | 3–1 |

| Anotado | 22' | John Galliquio | 1–1 |

| Amonestado | 4'    | Enzo Andía     |  |
| Amonestado | 17'   | Braulio Leal   |  |
| Amonestado | 72'   | Felipe Flores  |  |
| Amonestado | 81'   | Sebastián Toro |  |
| Amonestado | 90+3' | Luis Casanova  |  |

| Amonestado | 18' | Walter Vílchez   |  |
| Amonestado | 24' | Irven Ávila      |  |
| Amonestado | 48' | John Galliquio   |  |
| Amonestado | 77' | Christian Ramos  |  |
| Amonestado | 81' | Antonio Gonzáles |  |

| \| Jugador del Partido \| Marcelo Díaz \| |                      |
| Árbitro                                   | Julio César Quintana |
| Árbitros asistentes                       | Carlos Cáceres       |
| Árbitros asistentes                       | Hugo Martínez        |
| Cuarto Árbitro                            | Jorge Osorio         |
| Jugador del Partido                       | Marcelo Díaz         |

| Jugador del Partido | Marcelo Díaz |

### Partido de vuelta
| 11 de abril de 2012, 20:15 | Perú | 0:3 (0:0) | Chile                                | Estadio Jorge Basadre, Tacna                                           |                                                                        |
|                            |      | Reporte   | Mena 46' · Flores 64' · Carrasco 72' | Asistencia: 19.000 espectadores Árbitro(s): Enrique Cáceres (Paraguay) | Asistencia: 19.000 espectadores Árbitro(s): Enrique Cáceres (Paraguay) |

| 1          | POR        | Leao Butrón      |     |
| 20         | DEF        | Jaime Vásquez    |     |
| 15         | DEF        | Christian Ramos  |     |
| 2          | DEF        | John Galliquio   |     |
| 19         | DEF        | Yoshimar Yotún   |     |
| 23         | MED        | Ronald Quinteros | 46' |
| 5          | MED        | Antonio Gonzales |     |
| 11         | MED        | Christian Cueva  | 46' |
| 8          | MED        | Renzo Sheput     | 76' |
| 18         | MED        | Álvaro Ampuero   | 60' |
| 7          | DEL        | Hernán Rengifo   | 60' |
| Entrenador | Entrenador | Sergio Markarián |     |

| 1          | POR        | Cristopher Toselli  |     |
| 3          | DEF        | Enzo Andía          | 76' |
| 6          | DEF        | Luis Casanova       |     |
| 4          | DEF        | Lucas Domínguez     | 76' |
| 2          | MED        | Luis Pedro Figueroa | 65' |
| 20         | MED        | Charles Aránguiz    |     |
| 21         | MED        | Marcelo Díaz        |     |
| 15         | MED        | Eugenio Mena        | 71' |
| 8          | MED        | Felipe Gutiérrez    | 74' |
| 11         | DEL        | Carlos Muñoz        | 63' |
| 19         | DEL        | Junior Fernandes    |     |
| Entrenador | Entrenador | Claudio Borghi      |     |

| 25 | MED | Paolo de La Haza   | 46' |
| 22 | MED | Willian Chiroque   | 46' |
| 16 | MED | Juan Carlos Mariño | 60' |
| 16 | DEL | Daniel Chávez      | 60' |
| 13 | DEF | Jair Céspedes      | 76' |

| 9  | DEL | Felipe Flores      | 63' |
| 7  | MED | Bryan Carrasco     | 65' |
| 22 | MED | Matías Campos Toro | 71' |
| 23 | MED | Bryan Rabello      | 74' |
| 5  | DEF | Marko Biskupovic   | 76' |
| 14 | DEF | Sebastián Toro     | 76' |

| Anotado | 46' | Eugenio Mena   | 0–1 |
| Anotado | 64' | Felipe Flores  | 0–2 |
| Anotado | 72' | Bryan Carrasco | 0–3 |

| Amonestado | 50' | Paolo de la Haza |  |

| Amonestado | 23' | Carlos Muñoz     |  |
| Amonestado | 87' | Felipe Flores    |  |
| Amonestado | 89' | Charles Aránguiz |  |

| Otorgado · Expulsado | 52' | Paolo de la Haza |  |

| \| Jugador del Partido \| Eugenio Mena \| |                         |
| Árbitro                                   | Enrique Cáceres         |
| Árbitros asistentes                       | Rodney Aquino           |
| Árbitros asistentes                       | Darío Gaona             |
| Cuarto Árbitro                            | Miguel Ángel Santiváñez |
| Jugador del Partido                       | Eugenio Mena            |

| Jugador del Partido | Eugenio Mena |

| 1          | POR        | Leao Butrón      |     |
| 20         | DEF        | Jaime Vásquez    |     |
| 15         | DEF        | Christian Ramos  |     |
| 2          | DEF        | John Galliquio   |     |
| 19         | DEF        | Yoshimar Yotún   |     |
| 23         | MED        | Ronald Quinteros | 46' |
| 5          | MED        | Antonio Gonzales |     |
| 11         | MED        | Christian Cueva  | 46' |
| 8          | MED        | Renzo Sheput     | 76' |
| 18         | MED        | Álvaro Ampuero   | 60' |
| 7          | DEL        | Hernán Rengifo   | 60' |
| Entrenador | Entrenador | Sergio Markarián |     |

| 1          | POR        | Cristopher Toselli  |     |
| 3          | DEF        | Enzo Andía          | 76' |
| 6          | DEF        | Luis Casanova       |     |
| 4          | DEF        | Lucas Domínguez     | 76' |
| 2          | MED        | Luis Pedro Figueroa | 65' |
| 20         | MED        | Charles Aránguiz    |     |
| 21         | MED        | Marcelo Díaz        |     |
| 15         | MED        | Eugenio Mena        | 71' |
| 8          | MED        | Felipe Gutiérrez    | 74' |
| 11         | DEL        | Carlos Muñoz        | 63' |
| 19         | DEL        | Junior Fernandes    |     |
| Entrenador | Entrenador | Claudio Borghi      |     |

| 25 | MED | Paolo de La Haza   | 46' |
| 22 | MED | Willian Chiroque   | 46' |
| 16 | MED | Juan Carlos Mariño | 60' |
| 16 | DEL | Daniel Chávez      | 60' |
| 13 | DEF | Jair Céspedes      | 76' |

| 9  | DEL | Felipe Flores      | 63' |
| 7  | MED | Bryan Carrasco     | 65' |
| 22 | MED | Matías Campos Toro | 71' |
| 23 | MED | Bryan Rabello      | 74' |
| 5  | DEF | Marko Biskupovic   | 76' |
| 14 | DEF | Sebastián Toro     | 76' |

| Anotado | 46' | Eugenio Mena   | 0–1 |
| Anotado | 64' | Felipe Flores  | 0–2 |
| Anotado | 72' | Bryan Carrasco | 0–3 |

| Amonestado | 50' | Paolo de la Haza |  |

| Amonestado | 23' | Carlos Muñoz     |  |
| Amonestado | 87' | Felipe Flores    |  |
| Amonestado | 89' | Charles Aránguiz |  |

| Otorgado · Expulsado | 52' | Paolo de la Haza |  |

| \| Jugador del Partido \| Eugenio Mena \| |                         |
| Árbitro                                   | Enrique Cáceres         |
| Árbitros asistentes                       | Rodney Aquino           |
| Árbitros asistentes                       | Darío Gaona             |
| Cuarto Árbitro                            | Miguel Ángel Santiváñez |
| Jugador del Partido                       | Eugenio Mena            |

| Jugador del Partido | Eugenio Mena |

## Tabla
| Equipo | Pts | PJ | PG | PE | PP | GF | GC | Dif |
| ------ | --- | -- | -- | -- | -- | -- | -- | --- |
| Chile  | 6   | 2  | 2  | 0  | 0  | 6  | 1  | +5  |
| Perú   | 0   | 2  | 0  | 0  | 2  | 1  | 6  | -5  |

| Chile                     |
| Campeón Chile (7° Título) |